# Автопортрет на мольберте
«Автопортрет на мольберте» — картина итальянского художника эпохи Позднего Возрождения Аннибале Карраччи из собрания Государственного Эрмитажа.
На картине изображен мольберт с картиной-автопортретом Аннибале Карраччи, справа на мольберте висит палитра, под палитрой, за правой ножкой мольберта, на полу дремлет кошка, слева внизу сидит небольшая собачка. В левом верхнем углу у окна виднеется женский силуэт.
Скорее всего, изначально художник хотел написать автопортрет во всю величину живописного поля, поскольку даже невооружённым глазом заметен первоначальный рисунок-набросок, просвечивающий сквозь коричневый фон. Известен подготовительный рисунок Карраччи к этой картине, хранящийся в Королевском собрании в Виндзоре — на нём также намечены два варианта композиции: портрет во всю величину и портрет на мольберте; этот рисунок также датируется 1603—1604 годами.

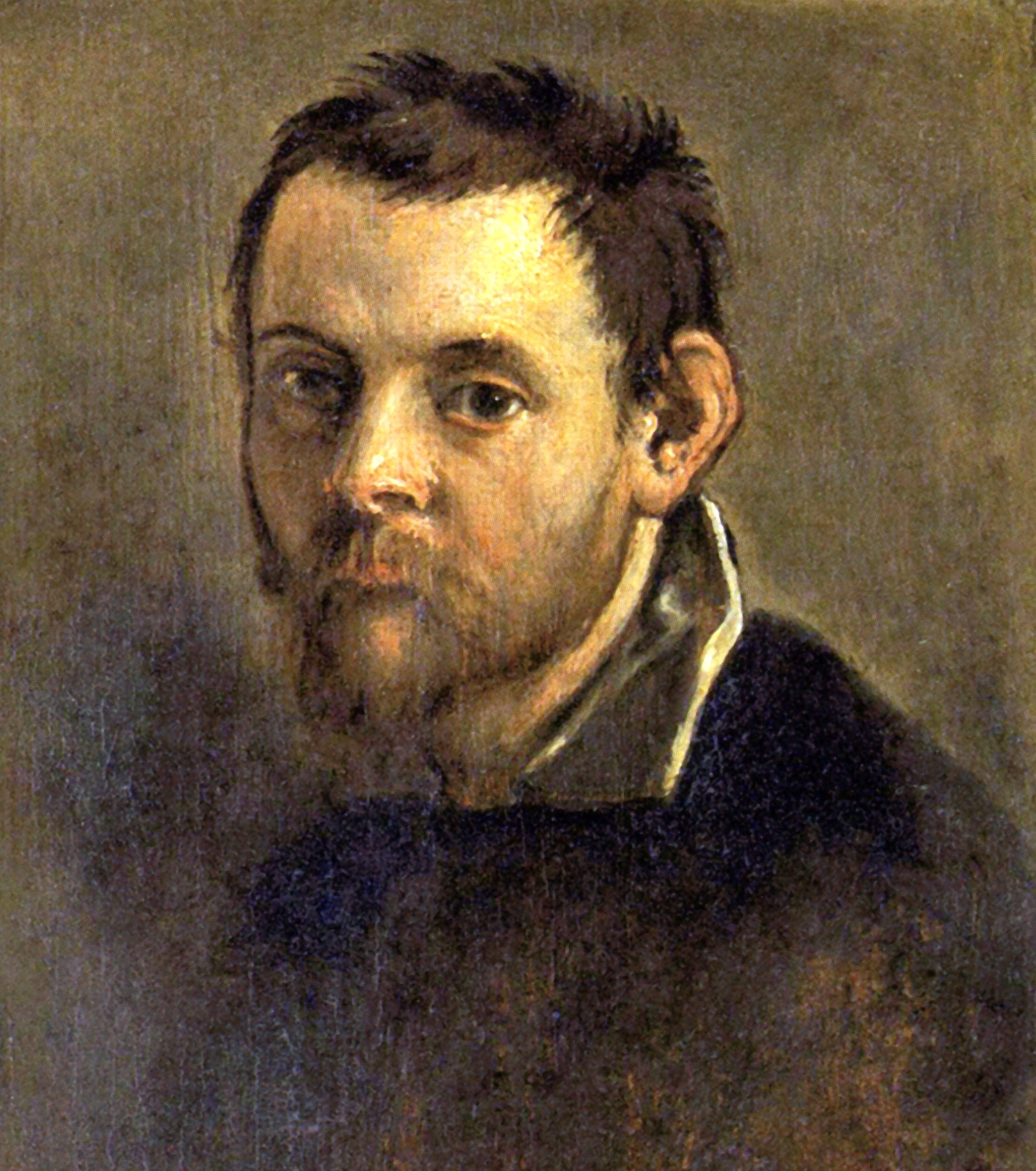
Аннибале Карраччи. «Автопортрет». Уффици

В Галерее Уффици имеется «Автопортрет» Карраччи во всю величину холста, полностью повторяющий изображение с эрмитажной картины.
Датировка картины несколько раз уточнялась. В эрмитажном каталоге 1958 года указано, что картина написана в 1590-х годах, британский искусствовед Денис Маон счёл, что картина создана около 1595 года; далее называлась дата около 1604 года. Наконец, в 2006 году картина находилась на выставке в Италии и специалистами Эрмитажа совместно со специалистами Галереи Уффици было проведено исследование и сравнение данного автопортрета и автопортрета из Уффици, в результате чего была установлена окончательная дата — 1603—1604 годы, эта же дата определена и для подготовительного рисунка из Виндзора.
Ранняя история картины не выяснена, в 1740 году картина уже числилась в собрании Кроза и в каталоге коллекции была приписана Тинторетто. Однако в каталоге Кроза 1755 года она уже значится как автопортрет Карраччи. В 1772 году всё собрание произведений искусства Кроза было приобретено императрицей Екатериной II; с тех пор картина находится в Эрмитаже и выставляется в здании Нового Эрмитажа в зале 231 (Итальянский кабинет).